# 上東駅
上東駅（サンドンえき）は、大韓民国慶尚南道密陽市上東面金山里にある、韓国鉄道公社（KORAIL）京釜線の駅。

## 駅構造
島式ホーム2面4線を有する地上駅。各ホームと駅舎とは構内踏切で連絡している。

### のりば
- 乗り場の番号は線路1線ごとではなく、ホーム1面ごとにつけられている。

| 1 | 京釜線（下り） | 密陽・三浪津・亀浦・釜山方面   |
| 2 | 京釜線（上り） | 東大邱・金泉・大田・ソウル方面 |

## 駅周辺
- 洛東江
- 密陽上東郵便局
- 上東初等学校・中学校
- 上東面事務所
- 上東体育公園

## 歴史
- 1904年7月1日 - 京釜線草梁～清道間開通と同時に駅舎着工。
- 1906年5月15日 - 駅舎竣工、楡川駅（유천역）として営業開始。
- 1945年3月1日 - 京釜線複線化によってオク山里から金山里に駅舎移転。
- 1952年9月27日 - 朝鮮戦争によって駅舎全焼。
- 1956年1月12日 - 新駅舎竣工。
- 2000年1月1日 - 駅名を上東駅に改称。
- 2004年3月 - 京釜線新巨駅と上東駅間の線路が直線化された。

## 上東駅に停車する列車
2010年8月現在
- 下り（釜山方面）
  - ITX-セマウル 通過
  - ムグンファ号 1日17本
- 上り（ソウル方面）
  - ITX-セマウル 通過
  - ムグンファ号 1日14本

## 隣の駅
韓国鉄道公社
京釜線
ITX-セマウル
通過
ムグンファ号
清道駅 - 上東駅 - 密陽駅